# Maezono Maszakijo
Maezono Maszakijo (Kagosima, 1973. október 29. –) japán válogatott labdarúgó.
A japán válogatott tagjaként részt vett az 1996-os Ázsia-kupán.

## Statisztika
| Japán válogatott | Japán válogatott | Japán válogatott |
| Időszak          | Mérk.            | gól              |
| ---------------- | ---------------- | ---------------- |
| 1994             | 6                | 0                |
| 1995             | 4                | 0                |
| 1996             | 7                | 4                |
| 1997             | 2                | 0                |
| Összesen         | 19               | 4                |